# Битка код Метвена
Битка код Метвена вођена је 19. јуна 1306. године између Шкота предвођених Робертом Брусом са једне и Енглеза предвођених грофом од Пембрука. Завршена је апсолутном енглеском победом.

## Позадина
Бискуп Вилијам де Ламбертон је крунисао Бруса за краља Шкотске у Сконеу, близу Перта, на Цветну недељу (25. марта 1306).
Роберт Брус је имао проблема у Шкотској и започео рат против породице Џона Комина. Још већи проблем настаје када Енглези улазе на страну породице Џона Комина.
Бесан због убиства Џона Комина, господара Баденоха од стране Бруса и његових следбеника на Дамфрису и Брусовог крунисања, Едвард I од Енглеске именовао је Ејмера де Валенса, грофа од Пемброка, специјалног управника за Шкотску. Пембрук се брзо кретао и средином лета направио је своју базу у Перту, заједно са Хенријем Персијем и Робертом Клифордом са војском од око 3000 људи из северних грофовија. Едвард I је издао наређења да се не даје милост и да се сви наоружани погубе без суђења.

## Битка
Гроф од Пембрука направио је базу у Перту где су му се придружиле многе присталице Џона Комина. Роберт Брус је позвао грофа од Пембрука да се сукобе у отвореној бици што је овај одбио. Роберт Брус је то схватио као слабост грофа и повукао се код Метвена, где су подигли логор за ноћење. Енглези заједно са присталицама Џона Комуна извели су изненадни напад на логор Роберта Бруса пре зоре и извојевали апсолутну победу. Роберт Брус је једва побегао са неколико присталица.